# استان جنوبی، سیرالئون
استان جنوبی سیرالئون (به لاتین: Southern Province, Sierra Leone) یک استان در سیرالئون است که در جنوب این کشور واقع شده‌است.

## خصوصیات
استان غربی ۱۹۶۹۴ کیلومترمربع مساحت و ۱٬۴۳۸٬۵۷۲ نفر جمعیت دارد.